# Medome nigra
Medome nigra – gatunek chrząszcza z rodziny kusakowatych i podrodziny żarlinków (Paederinae).
Gatunek ten opisany został w 2015 roku przez Guillaume’a de Rougemonta.
Chrząszcz o ciele długości od 4 do 4,2 mm (co czyni go największym w rodzaju), ubarwiony czarno z cegalstymi odnóżami i głaszczkami, rudoceglastymi czułkami i żuwaczkami oraz czarniawoszarymi tergitami odwłoka. Powierzchnia pokryw jest u niego błyszcząca, delikatnie punktowana, przy czym odległości między punktami są nie mniejsze od ich średnic. Wycięcie na siódmym sternicie samca ma nieco asymetryczne boki i duży, klinowaty płatek pośrodku, wcięcie na ósmym jest większe niż u innych gatunków rodzaju, a wcięcie na dziewiątym szerokie i płytkie. Edeagus wyposażony jest w klinowaty wyrostek przedwierzchołkowy. 
Owad orientalny, znany z Mjanmy i Tajlandii. Zasiedla ściółkę leśną. Holotyp odłowiono na wysokości około 1000 m n.p.m..